# خلیج گوناو
خلیج گناو (فرانسوی: Golfe de la Gonâve; کریول آییسینی: Lagonav) یک خلیج بزرگ در ساحل غربی هایتی است. بزرگترین شهر هایتی، پورت او پرنس در ساحل این خلیج قرار دارد. جزایر زیادی در این خلیج قرار دارند که بزرگترین آنها جزیره گوناو است.